# Cuenca Aitken

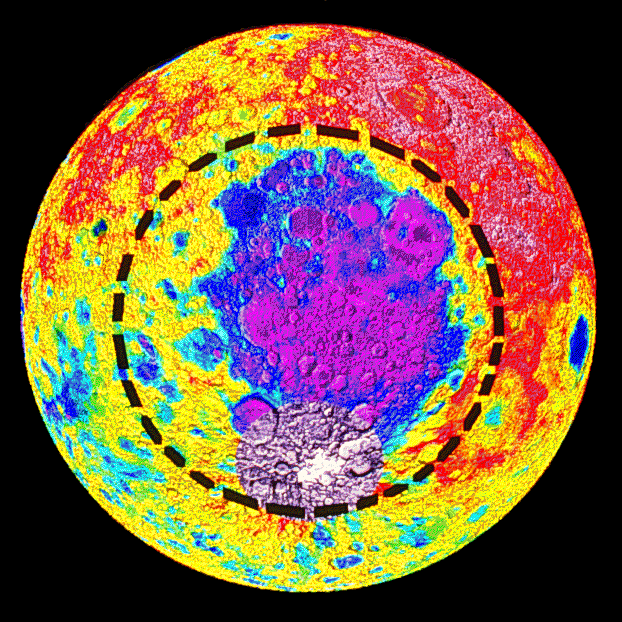
Mapa del Polo Sur lunar. En rojo las zonas elevadas, en azul las deprimidas.

La Cuenca Aitken, situada en la Luna, es una de las mayores estructuras de impacto del sistema solar, solo superada por la Cuenca Borealis del planeta Marte. Tiene un diámetro de 2500 kilómetros y una profundidad de 12 kilómetros.
Aunque su existencia ya fue sospechada en 1962 sobre la base de la presencia de grandes montañas en el polo sur lunar, no se confirmó totalmente hasta la llegada de las misiones Apolo mediante mediciones altimétricas mediante láser. Posteriormente, en 1990, la sonda Galileo en su sobrevuelo de la Tierra de camino a Júpiter la pudo fotografiar, y finalmente en 1994 la sonda Clementine la estudió en mayor detalle. 
Que los análisis de los datos enviados por las misiones anteriormente citadas no hubieran encontrado materiales del manto lunar en dicha cuenca (en su lugar, en su mayoría materiales de la corteza lunar) y que la Luna no hubiera sido destruida por un impacto de tal magnitud hace sospechar que el cuerpo que la formó impactó con un ángulo bajo y además a baja velocidad. También se especula con que ese impacto liberó al espacio una gran cantidad de rocas que posteriormente cayeron de nuevo a la Luna y a la Tierra, explicando así el fuerte bombardeo que se produjo en apenas 100 millones de años, de hace 3950 millones de años a hace 3850 millones de años y que formó nuevas cuencas de impacto en la Luna.
Aunque situada en gran parte en la cara oculta de la Luna, el borde de esta cuenca de impacto puede ser visto desde la Tierra mediante telescopio si la libración lunar es buena como una gran cadena de montañas que se extiende por la zona del polo Sur lunar, a veces conocidas cómo Montes Leibnitz aunque el nombre no ha sido considerado oficial por la Unión Astronómica Internacional. Algunas de dichas montañas son muy altas, con una altura de 9 kilómetros alrededor de los terrenos circundantes, y están además bañadas por la luz solar durante casi todo el tiempo. 